# Max Reinhardt

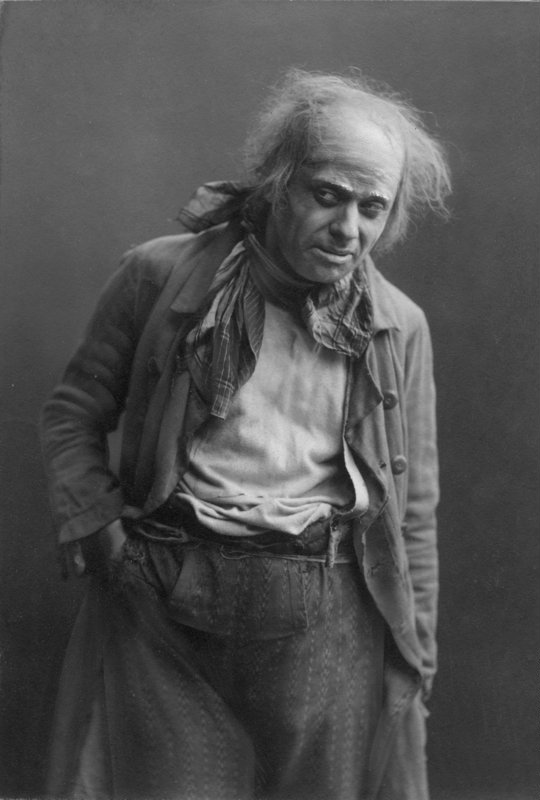
Max Reinhardt actuant en Els teixidors, el 1942

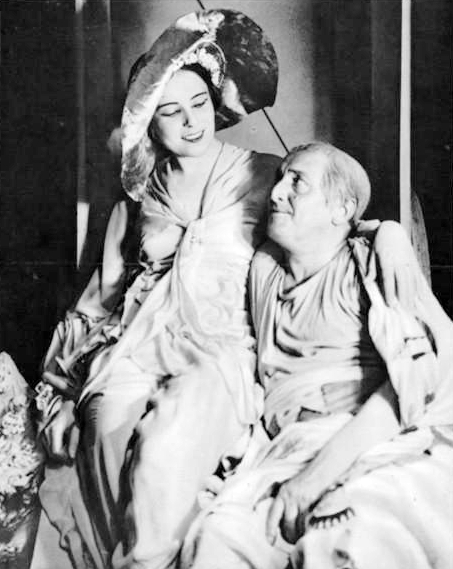
La Belle Hélène, dirigida per Max Reinhardt, el 1931

Max Reinhardt, nascut Maximilian Goldmann (Baden bei Wien, Imperi austrohongarès, 9 de setembre de 1873 − Nova York, Estats Units, 31 d'octubre de 1943) fou un actor i director d'escena austríac.
Va fer els estudis en el Conservatori de Viena, treballant després en aquesta ciutat i més tard a Salzburg. El 1894, en encarregar-se Brahm de la direcció del Deutsches Theater, de Berlín, hi entrà Reinhardt, i malgrat la seva joventut, desenvolupa rols preferentment de caràcter, com Michael Kramer, de Hauptmann; Akim o El poder de les tenebres, de Tolstoi; Mortensgaard, d'Ibsen (Rosmersholm), etc. A principis de 1902 abandonà la companyia d'aquest teatre, i s'encarregà de la direcció del Kleines Theater, de Berlín, al qual donà dies de gran prosperitat; la tardor del mateix any també s'encarregà de la direcció del Neues Theater. L'octubre de 1905 canvià ambdós teatres pel Deutsches Theater.
Reinhardt fou un verdader mag de l'escena i aconseguí efectes meravellosos combinant els distints elements que l'art modern li oferia. Les obres muntades per ell han estat models de realitat i bon gust, i un dels seus grans triomfs fou la representació de la segona part del Faust, que es considerava impracticable fins que ell es decidí a posar-la en escena. Reinhardt treballa amb igual empenta a fomentar el teatre clàssic i el drama modern, i va obrir el camí per a un art de nou estil en l'escena.

El 1930 se celebrà a Alemanya el vigèsim aniversari de la seva direcció del Deutsche Theatre, càrrec del qual dimití finalment el 1932. En el transcurs de la llarga època en què va estar al seu càrrec la direcció del primer teatre alemany, Reinhardt resistí les escomeses dels temps com cap director de teatre, autor o actor havia assolit fer-ho. Fou el renovador més transcendental del teatre alemany, al qual li feu recobrar el seu pristi caràcter. En implantar l'art de posada en escena, que transformà tota l'estructura del teatre, creà un nou element anomenat regisseur, intermediari entre l'artifici de la literatura i la naturalesa del poble. El seu art donà una intensa força al teatre contemporani, en què l'expressionisme teatral es presentava a l'espectador amb tot el seu vigor i preponderància.
| « | La primera acusació que es llançà a aquesta classe de teatre, diu un crític, fou la de no respectar la literatura, acoblant-la al seu caprici. No es comprenia que el teatre depèn de tres elements: literatura, acció i expectació, igualment importants tots tres, i en el que cap dels tres pot predominar, sinó que ha de ser l'harmonia la que produeixi el vertader teatre. La resta serà literatura o acció, o expectació, però no teatre. L'obra de Max Reinhardt ha estat superada i projectada a camps que ell mateix no podia imaginar en el moment en què encertava amb la renovació. Avui, altres regisseurs l'avancen en força expressiva, en audàcia i en contundència (molt pocs en perícia), però la glòria de la iniciació li pertany a ell. Ni Jessner ni Piscator haguessin sigut el que són sense Max Reinhardt. | » |

Els seus grans dots d'escenògraf ja apuntaven en la seva època d'actor. Com a tal, era sobri i amic de caracteritzar-se i d'aprofundir en la psicologia dels personatges que interpretava, i no pretenent mai el lluïment personal, sinó que ho sacrificava voluntàriament a l'harmonia del conjunt.

Per al genial director d'escena que després fou Reinhardt semblaven escrites aquelles paraules d'Henry Fourquier
| « | El bon director d'escena ha de ser arquitecte i pintor, per a apreciar l'efecte i la veritat del decorat; escultor, per a disposar els grups i actituds; arqueòleg, per a jutjar els accessoris; filòsof i psicòleg, per a penetrar en l'esperit de les obres; historiador, per a reconstituir personatges coneguts. A més, ha de ser, i això ho resum tot, un artista que sàpiga de la professió de comediant tot en el que en ell existeix de deixeble i creador. | » |

Cap d'aquestes arts refusà Reinhardt, ans al contrari, no tan sols les va aplicar conjuntament, sinó que va demanar també el concurs de la música per impregnar d'un aire clàssic algun dels drames muntats per ell; així, Pfitzner i Humperdinck, entre altres eminents compositors, es compten entre els que feren belles partitures per a obres que es representaren en el seu teatre, com també directors d'orquestra com Adler, que va romandre a les seves ordres diverses temporades.
Dotat d'una portentosa invectiva i una constant inquietud per a cercar nous senders en l'art escènic, al realisme eminentment teatral que caracteritzava les seves produccions, cal afegir especialment una agosarada exaltació cromàtica. Ja s'ha citat oportunament un dels seus grans èxits: el de la segona part del Faust; cal afegir que un dels seus grans triomfs fou muntar, com mai s'ha presentat, tot el teatre de Shakespeare, especialment El somni d'una nit d'estiu, Otelo i Hamlet, i també cal consignar pel seu interès teatral Minna von Barhelm, de Lessing; L'asil nocturn de Gorki; les obres dels clàssics dels primers temps: Èsquil i Sòfocles; Goethe, Schiller, Kleist, Wedekin, Ibsen, Tolstoi, Strindberg, Maeterlinck, Wilde, Shaw, Hoffmmansthal i Hermann Bath.